# ريتشارد بيرد (لاعب كرة قدم)
ريتشارد بيرد (بالإنجليزية: Richard Baird)‏ (20 فبراير 1892 في المملكة المتحدة - 27 فبراير 1977 في المملكة المتحدة) هو لاعب كرة قدم بريطاني (وحمل سابقاً جنسية المملكة المتحدة لبريطانيا العظمى وأيرلندا) في مركز جناح ‏. لعب مع نادي تشورلي ونادي نيلسون وباك أب بورو ‏ وColne Town F.C. ‏ وRossendale United F.C. ‏ وGreat Harwood F.C. ‏.